# Windpark Korschenbroich-Nord
Der Windpark Korschenbroich-Nord befindet sich zwischen Glehn und Kleinenbroich im Nordosten des Stadtgebietes von Korschenbroich. Er besteht aus fünf Windenergieanlagen. Die Windkraft-Konzentrationszone befindet sich an der Grenze zu Kaarst nahe dem Ortsteil Büttgen.

## Geschichte
Im Februar 2005 wurde der Windpark durch die Bezirksregierung Düsseldorf nach zweijähriger Vorlaufzeit endgültig genehmigt. Die Windenergieanlagen wurden im weiteren Verlauf des Jahres 2005 von ABO Wind errichtet. Es handelt sich um fünf von Nordex in Lizenz gefertigte Südwind S77-Windturbinen mit je 1,5 MW Leistung. Die Fundamente haben einen Durchmesser von 14 Metern und eine Tiefe von 2,5 Metern. Die Windenergieanlagen wiegen rund 150 Tonnen.
Im März 2009 wurden nach einem Schaden an einer baugleichen Windenergieanlage im Windpark Weeze-Wemb bei allen fünf Anlagen die Flügel getauscht.

## Technik
Insgesamt haben die fünf Windenergieanlagen eine installierte Leistung von 7,5 MW.
| Baujahr | Anzahl | Typ          | Betreiber         | Nabenhöhe | Rotordurchmesser | Leistung pro Anlage |
| ------- | ------ | ------------ | ----------------- | --------- | ---------------- | ------------------- |
| 2005    | 2      | Südwind S-77 | Breeze Two Energy | 80 m      | 77 m             | 1,5 MW              |
| 2005    | 3      | Südwind S-77 | Breeze Two Energy | 85 m      | 77 m             | 1,5 MW              |